# Clossiana vittata
Clossiana vittata är en fjärilsart som beskrevs av Arnold Spuler 1901. Clossiana vittata ingår i släktet Clossiana och familjen praktfjärilar. Inga underarter finns listade i Catalogue of Life.